# مقسم إنترنت جدة
مقسم انترنت سينتر 3 (سابقًا: مقسم انترنت جدة) (اختصارًا Center3) هو شراكة بين شركة STC ومُقسم إنترنت لندن (LINX) يوفر خدمة نقطة تبادل إنترنت في السعودية تحديدا في مدينة جدة.

## نظرة عامة
يهدف مقسم إنترنت جدة إلى تعزيز خدمة الإنترنت في السعودية، لتحقيق أهداف رؤية 2030 بجعل المملكة مركز رئيسي بالمنطقة.

## التاريخ
في ديسمبر 2018 عُقدت شراكة بين شركة الإتصالات السعودية (STC) ومقسم إنترنت لندن (LINX) لتوفير نقطة تبادل إنترنت في مدينة جدة بالمملكة العربية السعودية.

## أهمية مقسم الإنترنت
تكمل أهمية مُقسمات الإنترنت والتي تعرف أيضًا باسم نقطة تبادل الإنترنت، أنها توفر إمكانية تبادل المعلومات بين شركات الاتصالات المحلية. لتسهيل عملية الاتصال بين الشبكات للحصول على سرعة وكفاءة أفضل في تبادل البيانات وتقليل التكاليف بسبب عبور المعلومات بشكل مباشر بين الشبكات المرتبطة بمقسم الإنترنت وعدم حاجة المعلومات للعبور خلال طرف آخر.

### أهمية مقسم إنترنت جدة
يسمح مقسم إنترنت جدة بالوصول إلى بوابة MG1 (MENA Gateway) بالتعاون مع مقسم إنترنت لندن.

## العملاء
يضم المُقسم عدد من العملاء المستخدمين لبوابة MG1 (MENA Gateway).
- مُقسم إنترنت لندن.
- الشركة السعودية للحوسبة السحابية.
- مجموعة علي بابا.
- بايشان كلاود.
- بيجو لايف.
- مؤسسة الإمارات للاتصالات.
- جوجل.
- مجموعة اتصالات الأردن.
- Kaopu Cloud HK.
- Limelight Networks UK Ltd.
- ميديا نوفا.
- مركز عمليات مايكروسوفت إيرلندا.
- Netskope UK Ltd.
- سوداتل للإتصالات.
- Subspace Communication LLC.
- STC البحرين.

## روابط خارجية
- الموقع الرسمي